# 刘平治
刘平治（1964年1月—），男，汉族，湖南汨罗人，中华人民共和国政治人物。

## 生平
刘平治出生于湖南省汨罗市新塘乡（今桃林寺鎮），曾任海南省财政厅副厅长、海南省地税局局长，海南省财政厅厅长等职，2017年12月，任海南省人民政府副省长。2022年1月，卸任海南省人民政府副省长职务，继续担任海南省人民政府党组成员。